# الفرح فرحنا (مسلسل)
الفرح فرحنا مسلسل مصري عرض في 9 يناير 2022 وهو من إنتاج عادل مغربي وتأليف حسن مصطفى محرم،

## قصة المسلسل
مسلسل مصري درامي يتكون من 30 حلقة وتم تصوير المشاهد الأولى المسلسل في فيلات مدينة الشيخ زايد تدور أحداثه في إطار كوميدي حول مجموعة الأشخاص يسكنون في حارة شعبية وكل منهما يسعي الي كسب العيش

## طاقم العمل
| - عبير منير: نجوان - أحمد محارب: أحمد محارب - عارفة عبد الرسول: تيتة إنجي - إيمان السيد: فرجينيا - سليمان عيد: كمال - دينا محسن: سهام - سامي مغاوري: رشدي بيه - محمد أسامة اوس اوس: نافع | - حمادة حسني: - محمد صفاء: زتونة - علي الحميدي: الشيخ سعد - ميرنا جميل: قمر - محمد ثروت: سمير اسكوبار - محمد عمرو الليثي: ويلز - شريف حسني: لمونة - أحمد جمال سعيد | - جورجينا جوزيف: - محسن منصور: - زياد زعتر: دكتور أكمل - سمير حكيم: عم كتاكيتو - ميريت الحريري: فاطيمة - عماد رشاد: أحمد الحدّيني - محمد علي رزق: خالد - جيلان علاء: خديجة | - صلاح عبد الله: شخصيته الحقيقية - محمود الليثي: شخصيته الحقيقية - عبد الباسط حمودة: شخصيته الحقيقية - إسماعيل شرف: الشيخ عزام - إبرام سمير: عمرو - محمد دياب: مدكور النقاش - محمد مجدي كامبا |

الإداريون 
- نهال البدراوي: مونتير مساعد
- سارة سليمان: مساعد مونتير
- سلافة نور الدين: مونتير
- حسين مصطفى محرم: مؤلف
- فاروق الشعيبي: مدير المحتوى
- فاين آرت (فيلم): منتج
- معتز التوني: مخرج